# Governo provvisorio del Bangladesh
Il Governo provvisorio del Bangladesh (in bengali গণপ্রজাতন্ত্রী বাংলাদেশ অস্থায়ী সরকার, Gônôprôjatôntri Bangladesh Ôsthayi Sôrkar) fu l'istituzione di governo proclamata dal movimento indipendentista bengalese sul territorio del Pakistan orientale a seguito dello scoppio della guerra di liberazione bengalese del marzo 1971.

## Storia
Dopo la formale proclamazione dell'indipendenza del Bangladesh il 26 marzo 1971, il governo provvisorio bengalese fu istituito il 10 aprile seguente nella cittadina di Mujibnagar nel Pakistan orientale, salvo trasferirsi poco dopo nella città indiana di Calcutta dove operò con la veste di "governo in esilio". Il presidente provvisorio del Bangladesh fu ufficialmente designato nella persona di Sheikh Mujibur Rahman, leader del movimento indipendentista bengalese, ma poiché questi si trovava prigioniero dei pakistani le sue funzioni furono esercitate dal vice presidente Syed Nazrul Islam; la carica di capo del governo e primo ministro fu assegnata a Tajuddin Ahmad, mentre i parlamentari bengalesi recentemente eletti all'Assemblea nazionale pakistana diedero vita al corpo legislativo sotto forma di Assemblea costituente del Bangladesh. Il testo della dichiarazione d'indipendenza del 26 marzo fu adottato come costituzione provvisoria del Bangladesh.
Con l'aiuto dell'India e di disertori bengalesi delle forze armate pakistane, il Governo provvisorio istituì un proprio esercito designato come "Mukti Bahini" ("Forza di Liberazione"), con cui condurre una guerra di guerriglia contro gli occupanti pakistani. Il governo provvisorio istituì un proprio corpo diplomatico con rappresentati designati a Nuova Delhi, Washington e Londra, nonché una "radio bengalese libera" (Swadhin Bangla Betar Kendra) con cui portare avanti campagne di propaganda a favore della ribellione del Bangladesh.
Dopo l'intervento armato dell'India a favore dei ribelli bengalesi nel dicembre 1971 e la vittoria nella guerra indo-pakistana del 1971, le truppe pakistane dislocate nel Pakistan orientale furono completamente travolte consentendo al Bangladesh di ottenere una piena indipendenza. Il governo provvisorio cessò di esistere il 12 gennaio 1972 quando il nuovo governo bengalese indipendente entrò formalmente in carica.

## Gabinetto di governo
Gli elementi più importanti del governo provvisorio del bangladesh erano rappresentati da:
- Presidente: Sheikh Mujibur Rahman
- Vice presidente: Syed Nazrul Islam
- Primo ministro: Tajuddin Ahmad
- Capo della Commissione di pianificazione (ministro dell'economia): Nurul Islam
- Ministro della difesa e comandante del Mukti Bahini: Muhammad Ataul Gani Osmani
- Ministro delle finanze: Muhammad Mansur Ali
- Ministro dell'interno: Abul Hasnat Muhammad Qamaruzzaman
- Ministro degli esteri: Khondaker Mostaq Ahmad